# Apistogramma trifasciata
Apistogramma trifasciata es una especie de peces de la familia Cichlidae en el orden de los Perciformes.

## Morfología
Los machos pueden llegar alcanzar los 3,8 cm de longitud total.

## Distribución geográfica
Se encuentran en Sudamérica: tramo Brasil  del río Amazonas, cuenca del río Paraná en Brasil y Paraguay,río Guapore y tramo medio del río Paraná en Argentina.